# Peter Kürten
Peter Kürten (Mülheim, 26 de mayo de 1883 - Colonia, 2 de julio de 1931) fue un asesino en serie alemán, más conocido como El vampiro de Düsseldorf (Der Vampir von Düsseldorf). Alcanzó fama mundial por los asesinatos en serie y los asaltos sexuales que llevó a cabo entre febrero y noviembre de 1929 en la ciudad de Düsseldorf, los cuales también hicieron famosa a esta ciudad fuera de Alemania. Kürten ganó la fama de "vampiro" al afirmar durante su juicio que había bebido la sangre de algunas de sus víctimas.

## Biografía

### Primeros años
Kürten nació en la localidad de Mülheim (ahora distrito de la ciudad alemana de Colonia) y fue el tercero de trece hermanos en el seno de una familia extremadamente pobre. Peter presenció cómo su padre, un alcohólico y violento trabajador en paro, maltrataba a su madre e, incluso, violaba con total impunidad a algunas de sus hermanas menores. Así fue como a la edad de ocho años, Kürten se escapó de su hogar familiar y dirigió sus pasos al mundo de la delincuencia en la ciudad de Düsseldorf. 
Se cree que a los nueve años realizó sus primeros asesinatos, cuando ahogó a dos niños mientras se bañaban en el Rin. A excepción de estos dos casos aislados, Kürten fue intercalando sus pequeños actos de delincuencia con breves pasos por la cárcel para pagar sus fechorías. También fue contratado como perrero donde torturó, violó y mató a perros abandonados. No fue el único caso en la vida de Kürten donde experimentaría experiencias sexuales y torturas a animales. 
Sus violentas tendencias se fueron incrementando a medida que se iba haciendo mayor. Paralelamente, Kürten necesitaba trasladar esas experiencias sanguinarias de animales a humanos. El 13 de mayo de 1913, Kürten merodeaba una casa presuntamente vacía para robar, pero en ella se encontraba Khristine Klein, una niña de trece años que dormía en su habitación. Peter, tras comprobar que no había nadie en la casa, estranguló a la joven para terminar degollándola. 
Durante la Primera Guerra Mundial, Kürten fue condenado por sus habituales delitos de hurto y alguna que otra agresión sexual. En 1921, Kürten se trasladó a Altenburgo, donde se casó con una mujer de buena reputación al mismo tiempo que conseguía un trabajo como chófer de camión.

### Nace el "Vampiro de Düsseldorf"

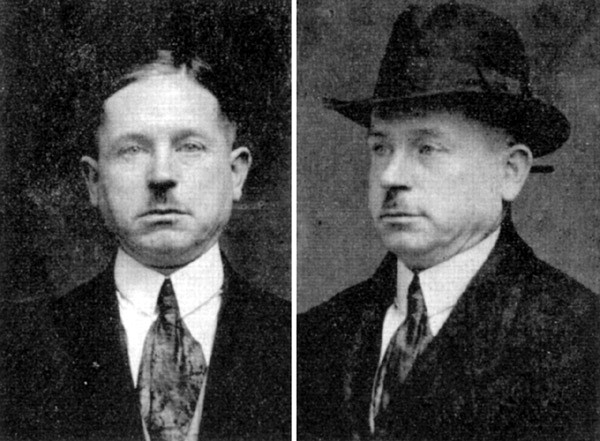
Foto policial de Kürten en 1921.

En 1925, Kürten volvía a Düsseldorf para empezar su serie de crímenes. Una de sus víctimas (Rosa Ohlijer, de ocho años de edad) fue apuñalada trece veces con unas tijeras y tras beber su sangre, quemó su cuerpo con gasolina. 
En 1929 llegó el año más sangriento de Kürten. El 13 de febrero, asesinó a una niña de ocho años. El 7 de noviembre, mató a dos hermanas de cinco y catorce años. En septiembre, mató a una mujer con un martillo. Y el 29 de agosto, llegó al punto álgido de su locura al matar a una niña de cinco años y enviar a un periódico local el mapa de la tumba de la asesinada. 
Estos asesinatos hicieron que la ciudad de Düsseldorf viviera en un continuo estado de histeria. Nadie se atrevía a caminar solo por las calles de la ciudad. Las autoridades ofrecían una suculenta recompensa por quien diera pistas sobre la identidad del asesino y la policia llegó a recibir hasta novecientos mil nombres de posibles asesinos.[cita requerida]

### El Vampiro es cazado
En mayo de 1930, Kürten cometió el "error" que le acabaría condenando. Kürten engañó a Maria Budlick, una empleada doméstica, para llevarla a Grafenberger, un bosque de las cercanías. El malhechor estranguló a su víctima para agredirla sexualmente pero la dejó con vida después de experimentar el orgasmo. Al marcharse el asesino, Budlick acudió a la policía donde pudo dar información precisa sobre Kürten. Poco después aparecía en los diarios el retrato del hombre más buscado de Alemania. 
Víctima de un gran miedo, Kürten ofreció a su esposa la posibilidad de delatarle, con la creencia de que recibiría la suculenta suma de dinero que suponía la recompensa por su cabeza. Así, el 24 de mayo el vampiro de Düsseldorf fue localizado y arrestado. Kürten confesó haber cometido setenta y nueve delitos, aunque sería acusado solamente de nueve asesinatos y de siete intentos de asesinato. En el juicio posterior (abril de 1931), inicialmente se declaró inocente. Pero a medida que iba transcurriendo el pleito, cambió de idea. De hecho los psicoanalistas trabajaron duro para deshacer cualquier tipo de enajenación que le pudiera salvar de la pena de muerte. La sentencia fue morir guillotinado por nueve asesinatos, siete intentos frustrados y no menos de ochenta agresiones sexuales. 
Peter Kürten fue ejecutado en Colonia el 2 de julio de 1931.
Tras su ejecución, su cabeza fue diseccionada y momificada, y en la actualidad se conserva en el museo de la Enfermeria Legal en Wisconsin Dells, en los Estados Unidos.

## Importancia criminológica de Kürten
El caso Kürten es importante en el mundo de la criminología al dar a la policía de todo el mundo elementos que son clave en la evolución de cualquier asesino en serie. Fue la primera vez que un cuerpo de seguridad nacional pudo determinar la actividad criminal en miles de sospechosos. De hecho, muchos asesinos después de Kürten imitaron su conducta y muchos otros presuntos delincuentes fueron absueltos por la policía al no encajar con el modus operandi del vampiro de Düsseldorf. 
Los motivos de la actitud de Kürten todavía son objeto de estudio. Él arguyó como la principal razón para cometer los asesinatos su pasión desenfrenada por beber la sangre de sus víctimas (de ahí su apodo del Vampiro de Düsseldorf) y su placer sexual en el momento de la ejecución. Aunque durante el juicio, el asesino también reconoció que su principal motivación consistía en "aleccionar a una sociedad opresiva".